# Хайнрих Шпет фон Щайнхарт
Хайнрих Шпет фон Щайнхарт (на немски: Heinrich Spät von Steinhart; † 29 октомври 1304/19 октомври 1313) е благородник от род Шпет, господар на Щайнхарт (днес част от Хайнсфарт, Бавария) и господар на Файминген (в днешния град Лауинген, Бавария).

## Произход, управление и наследство
Той е син на Шпет фон Щайнхарт и брат на Дитрих фон Алтхайм († сл. 1271). Фамилията Шпет фон Щайнхарт резидира в замък Щайнхарт над село Щайнхарт.
Хайнрих Шпет фон Щайнхарт се жени за Аделхайд фон Файминген. Понеже господарите на замък Файминген измират по мъжка линия, фамилията Шпет фон Щайнхарт наследява собственост във Файминген и от 1267 г. се нарича „Шпет фон Файминген“.
През 1282 г. собствеността на фамилията Шпет е разделена на две линии, едната отива към Файминген на Дунав, част от днешния град Лауинген в Бавария.
Синът му Фридрих е епископ на Аугсбург (1309 – 1331). Синът му Конрад дарява през 1313 г. църквата на Щайнхарт. Фамилията измира през 1339 г. По-късно в селото се построява дворец и замъкът се изоставя.

## Фамилия
Първи брак: с Аделхайд фон Файминген († сл. 1263), дъщеря на Валтер II фон Файминген († сл. 1272) и първата му съпруга Аделхайд фон Гунделфинген-Хеленщайн († 1269), дъщеря на Улрих II фон Гунделфинген-Хеленщайн († 1280). Те имат децата:
- Хайнрих Шпет фон Щайнхарт († сл. 1314)
- Конрад Шпет фон Турнек († 24 януари 1313/3 юли 1314), рицар, женен за Агнес фон Майтинген († сл. 1328), дарява 1313 г. църквата на Щайнхарт.
- Аделхайд Шпет фон Файминген († 15 юли 1317/пр. 15 юни 1319), омъжена за Конрад фон Лирхайм († 1321/1330)
- дъщеря Шпет фон Файминген, омъжена за Марквард фон Хагел († сл. 1299), родители на Марквард I фон Хагел († 8 февруари 1324), княжески епископ на Айхщет (1322 – 1324)
- Рудолф Шпет фон Щайнхарт (* пр. 1288)

Втори брак: пр. 14 февруари 1271 г. с Маргарета фон Хахалтинген († 27 февруари 1273/3 март 1281), дъщеря на Херман фон Хюрнхайм († сл. 1275). Те имат децата:
- Фридрих Шпет фон Файминген († 14 март 1331, Дилинген), епископ на Аугсбург (1309 – 1331)
- Херман Шпет фон Щайнхарт († сл. 1339), женен за фон Нойфен-Марщетен, дъщеря на граф Албрехт III фон Нойфен-Марщетен-Грайзбах († 1306)
- Аделхайд Шпет фон Щайнхарт († сл. 6 май 1339), омъжена за Конрад II фон Хюрнхайм-Хоххауз († сл. 1348)
- Елизабет Шпет фон Щайнхарт († пр. 1336), омъжена пр. 27 октомври 1331 г. за граф Бертхолд IV фон Нойфен-Марщетен-Грайзбах (V) (* 1304; † 3 април/8 юни 1342), син на граф Албрехт III фон Нойфен-Марщетен-Грайзбах († 1306).